# Križo Katinić
Križo Katinić (Bosanski Brod, 1952.) hrvatski je psihijatar, psihoterapeut i publicist.

## Životopis
Katinić je rođen u Bosanskom Brodu. Diplomirao je medicinu. Godine 2005. doktorirao je filozofiju na Filozofskom fakultetu Družbe Isusove u Zagrebu radnjom Istraživanje stavova o smrti i smrtnosti u svjetlu filozofije egzistencije Karla Jaspersa i logoterapije Viktora E. Frankla.
Bio je djelatnik Klinike za psihijatriju KBC Sestara milosrdnica u Zagrebu. Također je predavao na Medicinskom fakultetu u Osijeku, te na Hrvatskim studijima i Visokom zdravstvenom učilištu u Zagrebu. Bavi se pitanjima egzistencijalne psihoterapije, logoterapije i egzistencijske analize, depresije, psihoonkologije te fenomenologije i utjecaja medija na psihosocijalna kretanja.

## Djela
- Mir u kliještima rata (1992.)[3]
- Živjeti za smrt, umrijeti za život? (2005.)[4][5]
- Čarolija mora (2010.)[6][7]
- Sve su minute bitne (2020.)[8][9]

Katinić je objavio i više znanstvenih, stručnih i publicističkih tekstova.

## Vanjske poveznice
Mrežna mjesta
- Križo Katinić, Psihološki i psihijatrijski problemi izbjeglih i prognanih, Bogoslovska smotra 3-4/1993.
- Križo Katinić, Integralni psihoterapijski pristup bolesnicima oboljelim od raka štitnjače, Acta clinica Croatica 2/2007.